# كتزال غواتيمالي
الكَتْزَل (بالإسبانية: Guatemalan quetzal)‏ (رمز أيزو 4217: GTQ) هي العملة المستخدمة في غواتيمالا.